# پراندوچین-ایوه
پراندوچین-ایوه (به لهستانی:  Prandocin-Iły) یک روستا در لهستان است که در گمینا سوومنگکی واقع شده‌است. پراندوچین-ایوه ۴۰۳ نفر جمعیت دارد.